# Rising Impact
Rising Impact (ライジングインパクト, Raijingu Inpakuto) est un manga shōnen écrit et illustré par Nakaba Suzuki, prépublié dans le Weekly Shōnen Jump de l'éditeur Jump Comics, totalisant 17 volumes entre décembre 1998 et février 2002.
Une adaptation animée de 26 épisodes est diffusée sur Netflix entre juin et août 2024.

## Synopsis
Gawain, jeune collégien de troisième année, vit dans les montagnes de Fukushima avec son grand-père. Passionné de golf, il s'entraîne tous les jours pour devenir professionnel. Un jour, il rencontre un mystérieux golfeur qui pourrait lui apprendre à atteindre son plein potentiel…

## Personnages
Gawain Nanaumi
Voix japonaise : Misaki Kuno, voix française : Faustine Legrand
Gawain est un jeune garçon qui vivait à la campagne. Sa vie paisible a changé depuis qu'il a rencontré Kiria, une golfeuse professionnelle.
Il est parti vivre à Tokyo pour devenir le plus grand golfeur du monde.
Lancelot Norman
Voix japonaise : Yumiri Hanamori (en), voix française : Jean-Stan Du Pac
Kiria Nishino
Voix japonaise : Yō Taichi (en), voix française : Noémie Orphelin
Kurumi Nishino
Voix japonaise : Atsumi Tanezaki, voix française : Lou Viguier
Yumiko Koizumi
Voix japonaise : Kaede Hondo, voix française : Lila Lacombe
Liebel Ringvald
Voix japonaise : Yūto Uemura (en), voix française : David Dos Santos
Platalissa Bonaire
Voix japonaise : Yumi Uchiyama, voix française : Léana Montana
Wanglian Li
Voix japonaise : Eiji Takamoto, voix française : Olivier Augrond
Riser Hopkins
Voix japonaise : Shunsuke Takeuchi (en), voix française : Stéphane Roux
Kai Tōdōin
Voix japonaise : Katsuyuki Konishi, voix française : Nessym Guetat
Quester Phoenix
Voix japonaise : Yūki Kaji, voix française : Simon Herlin
Mika Kuromine
Voix japonaise : Akane Matsui, voix française : Alexia Papineschi
Hershey Epor
Voix japonaise : Hana Satō, voix française : Coralie Thuilier
Daichi Arai
Voix japonaise : Tetsu Inada
Hidemi Kanazono
Voix japonaise : Yukitoshi Tokumoto, voix française : Benoît Du Pac
Aria Sayfort
Voix japonaise : Sayaka Ohara, voix française : Marie Diot